# Club Atlético Tigre
El Club Atlético Tigre és un club de futbol argentí de la ciutat de Victoria, Partido de San Fernando, a la província de Buenos Aires.
El club va ser fundat el 3 d'agost 1902 a la ciutat de Tigre, amb el nom de Club Atlético Juventud del Tigre, que canvià el 1911 per Club Atlético del Tigre i el 1915 per Club Atlético Tigre. El 1936 es traslladà a La Victoria a San Fernando.

## Palmarès
- Primera B 1945,
- Primera B 1953,
- Primera B 1979,
- Primera B Metropolitana - Clausura 1994,
- Primera B Metropolitana - Apertura 2004,
- Primera B Metropolitana - Clausura 2005,

## Jugadors destacats

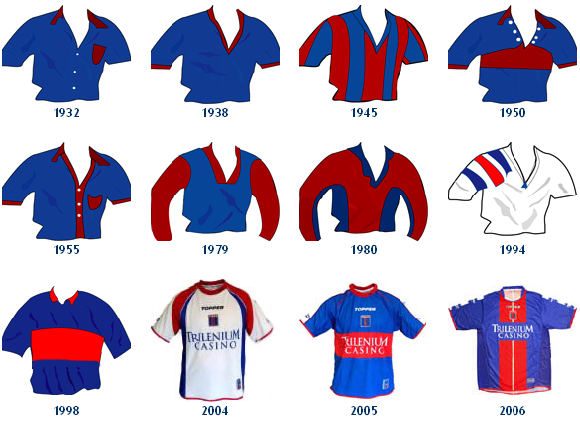
Samarretes històriques del club

- Héctor De Bourgoing (1954-1956)
- Luis Carniglia (1930s)
- Raul de La Cruz Chaparro (1975-1978/ 1986)
- Bernabé Ferreyra (1927-1932)
- Leonardo Andres Iglesias (2005)
- Mariano Julio Izco (2005-2006)
- Ezequiel Carlos Maggiolo (1996-1999)
- Juan Marvezzi (?)
- Norberto Doroteo Méndez (1954-1956)
- Edgardo Luis Paruzzo (1980-1989)
- Walter Hector Pajón (1983-1988)
- Jaime Sarlanga (1935-1936)
- Enrique Wolff (1981)
- Javier Yacuzzi (2002-2003)
- Adolfo Zumelzú
- Román Martínez (2006-2008)

## Galeria

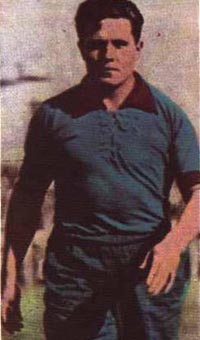
Bernabé Ferreyra

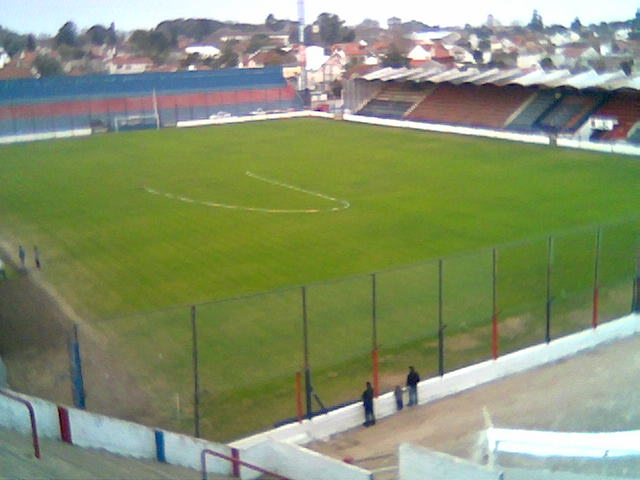
Estadi Monumental de Victoria

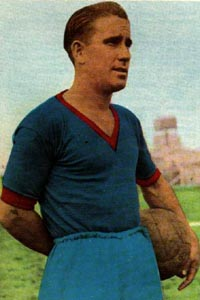
Juan Andrés Marvezzi

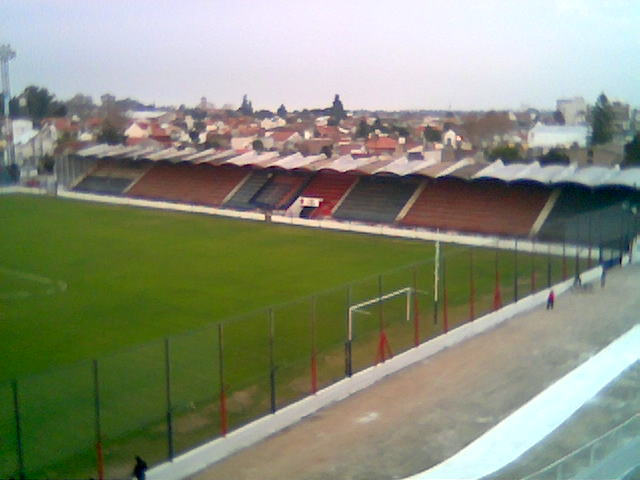
Vista de la tribuna de l'estadi

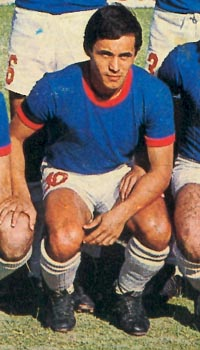
Raúl de La Cruz Chaparro

|  |  |  |